# 7005 Henninghaack
A 7005 Henninghaack (ideiglenes jelöléssel 1981 ET25) a Naprendszer kisbolygóövében található aszteroida. Schelte J. Bus fedezte fel 1981. március 2-án.